# Linda Hrúziková
Linda Hrúziková (* 21. April 1987 in Bratislava) ist eine ehemalige slowakische Squashspielerin.

## Karriere
Linda Hrúziková spielte von 2007 bis 2015 auf der PSA World Tour und erreichte ihre höchste Platzierung in der Weltrangliste mit Rang 65 im März 2010. Mit der slowakischen Nationalmannschaft nahm sie mehrere Male an Europameisterschaften teil. Im Einzel stand sie bei Europameisterschaften zwischen 2005 und 2015 achtmal im Hauptfeld. 2006, 2008, 2009 und 2010 erreichte sie jeweils das Achtelfinale, ehe ihr 2015 mit dem Einzug ins Viertelfinale ihr bestes Resultat gelang. Dort unterlag sie Coline Aumard in drei Sätzen. Achtmal wurde sie slowakische Landesmeisterin und ist damit Rekordhalterin. Sie sicherte sich zunächst von 2006 bis 2010 fünfmal in Folge und dann nochmals von 2013 bis 2015 dreimal in Folge den Titelgewinn.

## Erfolge
- Slowakische Meisterin: 8 Titel (2006–2010, 2013–2015)